# イヴ・コッシェ

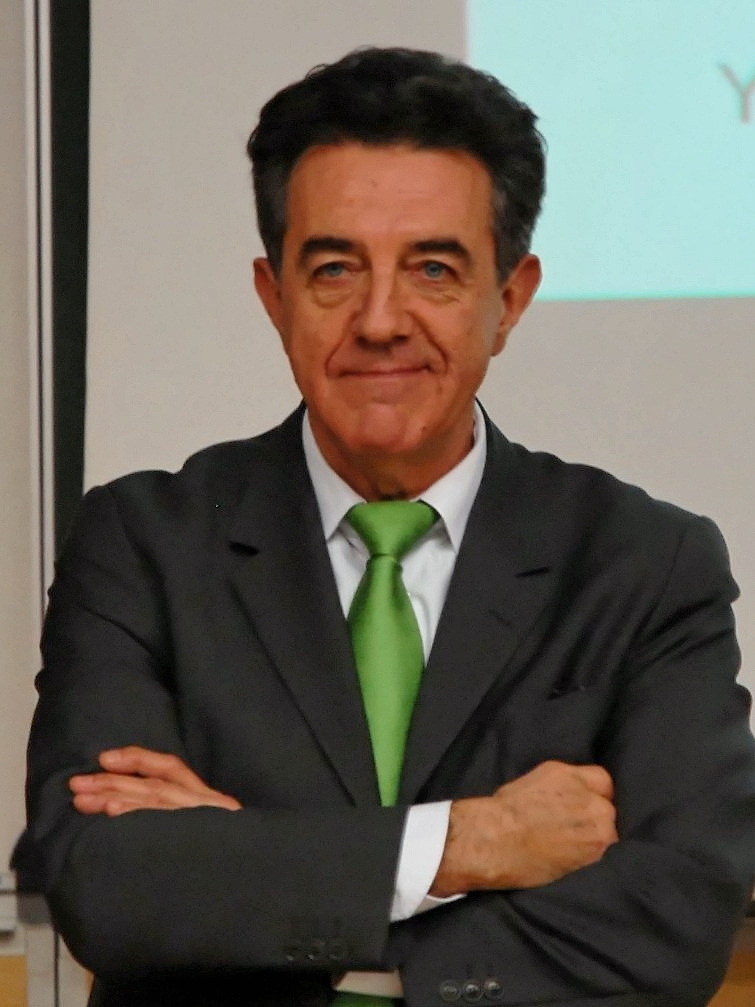
イヴ・コッシェ

イヴ・コッシェ（Yves Cochet、1946年2月15日 -  ）は、フランスの政治家。緑の党所属。2001年から2002年リオネル・ジョスパン内閣の環境相、2002年緑の党全国代理、2002年から国民議会（下院）議員などを歴任する。レンヌ出身。
大学で数学を学んだあと、1969年レンヌのグランゼコール、レンヌ応用科学国立研究所 Institut national des sciences appliquées de Rennesで教壇に立つ。
1989年レンヌ市議会議員に当選。同年欧州議会議員に当選する。2001年ドミニク・ヴォワネの後任として、ジョスパン内閣の環境相として入閣した。
2005年『石油の黙示録』（Apocalypse pétrole）を執筆した。